# Edmond Panariti

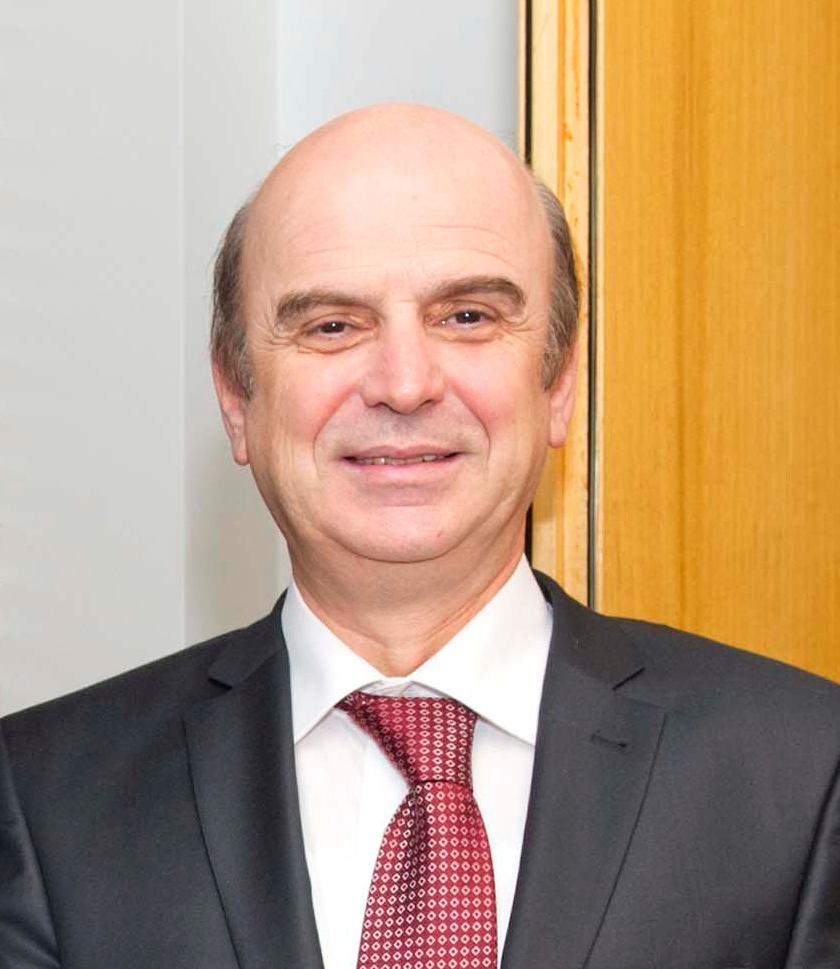
Edmond Panariti (2012)

Edmond Panariti (* 1. Juni 1960 in Tirana) ist ein albanischer Politiker (LSI). Zwischen 2013 und 2017 war er Minister für Landwirtschaft, ländliche Entwicklung und Wasserverwaltung im Kabinett Rama I. Im September 2017 übernahm Niko Peleshi (PS) das Ministerium.

## Leben

### Ausbildung
Edmond Panariti studierte 1984 Veterinärmedizin an der Landwirtschaftlichen Universität Tirana. Zwischen 1989 machte er ein postgraduales Studium an der ETH Zürich und an der Universität Zürich. In den Jahren von 1995 bis 2000 bekam er im Rahmen des Fulbright-Programms zwei Stipendien als wissenschaftlicher Forscher und Dozent an der University of Kentucky und an der University of Mississippi. An der Tierärztlichen Hochschule Hannover. absolvierte er ein postgraduales Studium in den Jahren 1994 bis 1998.

### Politische Laufbahn
Seit der Parteigründung 2004 ist Edmond Panariti im Vorstand der Sozialistischen Bewegung für Integration. Bei den Lokalwahlen 2011 wurde er als Abgeordneter der LSI in den Stadtrat von Tirana gewählt und war bis 2012 stellvertretender Bürgermeister von Tirana. Danach wurde er vom damaligen Ministerpräsidenten Sali Berisha (PD) in sein Regierungskabinett geholt und zum Außenminister ernannt. Als es im April 2013 zum Koalitionsbruch der Demokraten mit der LSI kam, wurde Panariti durch Aldo Bumçi (PD) ersetzt.
Nach der Parlamentswahl in Albanien 2013 wurde Edmond Panariti im September 2013 durch den neuen Ministerpräsidenten Edi Rama (PS) in seinem Regierungskabinett zum Minister für Landwirtschaft, ländliche Entwicklung und Wasserverwaltung ernannt.

## Privates
Edmond Panariti ist mit Narin Panariti verheiratet. Das Paar hat zwei Söhne, Klajd und Bjorn Panariti.
Er spricht neben Albanisch fließend Englisch, Deutsch, Französisch und Italienisch.